# مايلز هيسون
مايلز هيسون (بالإنجليزية: Myles Hesson) مواليد 5 يونيو 1990 في برمنغهام، هو لاعب كرة سلة بريطاني. بدأ مسيرته الاحترافية في سنة 2010. يلعب مع جاي إس إف نانتير في الدوري الفرنسي لكرة السلة الدرجة الأولى. يحمل الرقم 20. يبلغ طوله 6 قدم 5 بوصة (2.0 م).

## المسيرة الاحترافية
لعب مع ميرسي تايغرز في موسم 2011–2012، ثم لعب مع راتيوفارم أولم في الدوري الألماني في سنة 2013، ثم لعب مع غيسن فورتي سيكسرز في موسم 2013–2014، ثم لعب مع إسبارن بريمرهافن في الدوري الألماني في موسم 2014–2015، ثم لعب مع جاي دي أيه ديجون في الدوري الفرنسي في موسم 2015–2016، ثم لعب مع بي سي إم جرافيلين في موسم 2016–2017، ثم لعب مع جاي إس إف نانتير في الدوري الفرنسي في سنة 2017.

## روابط خارجية
- مايلز هيسون على موقع الاتحاد الدولي لكرة السلة (الإنجليزية)
- مايلز هيسون على موقع دوري كرة السلة الياباني للمحترفين (اليابانية)
- مايلز هيسون على موقع كرة السلة الأوروبية.كوم (الإنجليزية)
- مايلز هيسون على موقع ريلجم (الإنجليزية)
- مايلز هيسون على موقع بروبوليرز (الإنجليزية)
- مايلز هيسون على موقع سبورتس رفرنس (الإنجليزية)